# 1999年世界短道速滑团体锦标赛
1999年世界短道速滑团体锦标赛于1999年4月5日-1999年4月7日在美国圣路易斯举行。世界短道速滑团体锦标赛由国际滑冰联盟主办，该组织还举办速度滑冰和花样滑冰世界杯和锦标赛。
根据短道速滑世界杯的成绩，排名前六的队伍能够自动获得参赛资格。每队有四名选手参加500米和1000米，前四名分别获得5、3、2、1分；每队有两名选手参加3000米，前六名分别获得8、6、5、4、3、2分；每场预赛由不同国家的选手组成，总成绩最好的四队晋级接力，接力前四分别获得13、7、5、3分；一旦犯规，赋予0分。

## 比赛结果
| 项目 | 金牌                                          | 银牌                                                                                            | 铜牌                                                    |
| 男子 | 中国 · 李佳军 · 冯凯 · 安玉龙 · 袁野          | 加拿大 · 若纳唐·吉尔梅特 · 弗朗索瓦-路易·特朗布莱 · 埃里克·贝达尔 · 德里克·坎贝尔 · 安德鲁·奎恩 | 日本 · 寺尾悟 · 西谷岳文 · 末吉隼人 · 小寺武大 · 植松仁 |
| 女子 | 中国 · 王春露 · 楊揚 · 杨阳 · 孙丹丹 · 刘晓颖 | 加拿大 · 伊莎贝尔·沙雷 · 克里斯蒂娜·布德里亚 · 安妮·佩罗 · 塔尼娅·维桑 · 玛丽-夏娃·德罗雷       | · 金润美 · 安尚美 · 金文贞 · 崔敏敬 · 金阳熙            |

## 积分排名

### 男子
| 排名 | 国家   | 分数 |
| ---- | ------ | ---- |
| 金牌 | 中国   | 49   |
| 銀牌 | 加拿大 | 42   |
| 銅牌 | 日本   | 37   |
| 4    | 美国   | 31   |
| 5    |        | 25   |
| 6    | 義大利 | 22   |

### 女子
| 排名 | 国家   | 分数 |
| ---- | ------ | ---- |
| 金牌 | 中国   | 69   |
| 銀牌 | 加拿大 | 35   |
| 銅牌 |        | 34   |
| 4    | 美国   | 33   |
| 5    | 義大利 | 21   |
| 6    | 日本   | 20   |

## 另请参阅
- 1998年至1999年短道速滑世界杯
- 1999年欧洲短道速滑锦标赛
- 1999年世界短道速滑锦标赛